# Bertram Forer
Bertram R. Forer (Springfield (Massachusetts), 24 d'octubre de 1914 — 6 d'abril de 2000) fou un psicòleg dels Estats Units, conegut per descriure l'anomenat efecte Forer, o efecte de validació subjectiva.
Forer es va graduar a la Universitat de Massachusetts Amherst el 1936 i es va doctorar en psicologia clínica a la Universitat de Califòrnia, Los Angeles.
Va treballar com a psicòleg i administrador en un hospital militar a França durant la Segona Guerra Mundial. Quan va tornar ho va fer en una clínica mental per a veterans de guerra a Los Angeles, i va establir una consulta privada a Malibú.
En els seus estudis experimentals del 1948, en Forer va entregar una prova de personalitat als seus estudiants. Un cop aquests el van acabar, el va recollir i més tard va entregar a cada estudiant el resultat com si es tractés d'una avaluació personalitzada, quan en realitat va entregar el mateix resultat a tots els seus alumnes, copiat d'una columna d'astrologia d'un diari. Els estudiants havien d'avaluar, en una escala del zero al cinc, com s'aproximava el resultat a la seva visió personal d'ells mateixos. El resultat mitjà va ser 4,26. La prova de 1948 s'ha repetit moltes vegades des d'aleshores i els resultats sempre es troben al voltant de 4,2.
L'efecte Forer mostra com la gent té tendència a acceptar descripcions generals de la seva personalitat sense adonar-se que la mateixa avaluació podria aplicar-se a la majoria de persones.